# Katalin Juhász
Katalin Juhász, född 24 november 1932 i Hódmezővásárhely, är en ungersk före detta fäktare.
Juhász blev olympisk guldmedaljör i florett vid sommarspelen 1964 i Tokyo.